# Call of Duty League
La Call of Duty League (CDL) est une ligue professionnel d'esport dédiée à la licence du jeu Call of Duty et organisé par Activison.
La CoD League suit le modèle de l'Overwatch League ainsi que d'autres ligues sportives professionnelles traditionnelles nord-américaines. Les équipes sont des franchises permanentes gérés par des clubs d'esport qui portent les couleurs de grandes villes.
Elle se déroule sous la forme d'une ligue avec un système de points et une série de tournoi éliminatoires. Avec ce système, les joueurs et clubs perçoivent un salaire annuel minimum, des avantages sociaux et une partie des gains et du partage des revenus en fonction de la performance de cette équipe.
La ligue est annoncée en 2019 avec une saison inaugurale en 2020.

## Histoire
En février 2019, Activision Blizzard confirme officiellement son intention de lancer une ligue franchisée basée sur des villes pour Call of Duty, marquant ainsi leur deuxième ligue de ce type après l'Overwatch League, fondée en 2017,. Pour préparer la création de cette nouvelle ligue, Activision met fin aux compétitions Call of Duty Pro League et Call of Duty World League à la mi-2019.
Les cinq premières équipes à acheter une place dans la ligue sont annoncées en mai 2019. Les entreprises concernées – OverActive Media, Atlanta Esports Ventures, Envy Gaming, c0ntact Gaming LLC et Sterling.VC – sont également les sociétés mères d’équipes participant à l’Overwatch League, l’autre ligue franchisée d’Activision Blizzard. Les douze franchises sont finalisées en octobre 2019, bien que la majorité d’entre elles n’aient jamais participé professionnellement à des compétitions de Call of Duty. Le Washington Post estime que le coût d’une franchise s’élève à 25 millions de dollars.
À l'origine, la Call of Duty League (CDL) prévoit un format de saison régulière aboutissant à des playoffs en fin de saison. Cependant, après des critiques de la part de la communauté esports de Call of Duty, la ligue décide d'adopter un système de tournois. Ce changement est officiellement annoncé en janvier 2020.
Dans les jours précédant le lancement de la saison inaugurale, Activision annonce la signature d’un accord pluriannuel avec Google, faisant de YouTube la plateforme exclusive de diffusion de tous ses contenus esports, y compris la Call of Duty League (CDL). Auparavant, les compétitions esports d’Activision, notamment l’Overwatch League, étaient diffusées sur Twitch. Activision révèle également la liste des sponsors officiels de la ligue à la veille de la première saison. Puis le 9 mars 2020, l’entreprise annonce des partenariats avec Twitter et l’armée des États-Unis.

### Effets de la pandémie de COVID-19
Le 13 mars 2020, la Call of Duty League annonce l'annulation de tous les événements en présentiel prévus dans différentes villes en raison de la pandémie de COVID-19. La ligue précise que les compétitions se poursuivront en ligne et qu’un retour aux événements physiques sera envisagé si les conditions logistiques et sanitaires le permettent.
Le 19 mai 2020, la Call of Duty League modifie le format de la saison 2020. Au lieu des 8 meilleures équipes, ce sont désormais les 12 équipes de la ligue qui participent au tournoi final, organisé sous un format double élimination. La cagnotte est portée à 4,6 millions de dollars, dont 2 millions pour l’équipe championne.
Le 5 juillet 2020, la ligue confirme que la post-saison sera également disputée en ligne en raison de la pandémie. Des mesures supplémentaires sont mises en place pour garantir l'intégrité compétitive. Tous les joueurs reçoivent une caméra universelle qui doit rester activée pendant les matchs afin que les officiels puissent surveiller la console, la manette et l’écran de chaque compétiteur.

### Poursuite du Département de la Justice des États-Unis
Le 3 avril 2023, le Département de la Justice des États-Unis engage une action en justice contre Activision-Blizzard. Celle-ci accepte de régler l’affaire le jour même. L'accord interdit à Activision-Blizzard de mettre en place un plafond salarial, une taxe sur les gros salaires, ou toute autre mesure visant à réduire de manière injuste les salaires des joueurs dans l'Overwatch League, la Call of Duty League, ou toute autre ligue d'esports.

## Format
La Call of Duty League (CDL) appartient à Activision-Blizzard et constitue la deuxième ligue d'esports en franchisé. Elle fonctionne de manière similaire aux ligues professionnelles nord-américaines, où toutes les équipes disputent des matchs programmés contre d'autres équipes pour se positionner en vue des playoffs de la saison, plutôt que d'utiliser un système de promotion et de relégation comme c'est le cas dans d'autres ligues de sports. La ligue compte actuellement douze équipes.
Chaque match oppose deux équipes dans un format au meilleur des cinq manches (Best of 5 : BO5), à travers différents modes de jeu et cartes issus de la licence Call of Duty. Le jeu utilisé dépend du dernier opus de la série, comme Call of Duty: Modern Warfare II (2022) pour la saison 2023.
Lors de la saison inaugurale, trois modes multijoueur étaient utilisés par la CDL :
- « Search & Destroy » (Recherche et Destruction) : une équipe tente de poser une bombe sur l'un des deux points de contrôle et de la défendre, tandis que l'autre équipe essaie d'éliminer les attaquants ou de désamorcer la bombe si elle est activée ;
- « Hardpoint » (Point Stratégique) : une zone de contrôle apparaît sur la carte de manière aléatoire, et les équipes marquent des points en la contrôlant ;
- « Domination » : trois points de contrôle apparaissent sur la carte, et les équipes marquent des points en maintenant le contrôle d’un ou plusieurs de ces points.

Dans les modes « Recherche et Destruction » et « Domination », plusieurs manches sont jouées avec un changement de rôle entre les équipes, tandis qu'en « Point Stratégique », les manches continue jusqu'à ce qu'une équipe atteigne une limite de points. Une équipe remporte un match dès qu'elle gagne trois manches.
Les entraîneurs des équipes disposent d'un nombre limité de temps morts par match et peuvent effectuer des remplacements de joueurs durant ces pauses, contrairement à l'Overwatch League, où les changements de joueurs ne peuvent avoir lieu qu'entre les manches.
Depuis 2021, la Call of Duty League est passée d'un format 5v5 à un format 4v4. Le mode « Domination » est remplacé par « Contrôle », où une équipe doit capturer deux points de la carte tandis que l'autre les défend. La manche se termine si les attaquants capturent les deux points dans le temps imparti, si les défenseurs tiennent jusqu'à la fin du temps ou si l'une des équipes élimine 30 fois ses adversaires.
La saison est divisée en cinq étapes, chacune se terminant par un Majors (l'équivalent d'un master 1000 au tennis). Les équipes sont réparties en groupes via un système de draft et s'affrontent dans des événements organisée localement. Les finales de chaque événement opposent des équipes issues de groupes différents. À la fin de la saison, les huit meilleures équipes classées selon les points CDL, se qualifient pour les playoffs et s'affrontent pour le titre de champion de la Call of Duty League.

### Format et calendrier
La saison inaugurale de 2020 est divisée en deux parties (printemps et été), avec un événement All-Star à mi-saison, et se termine par le Championship Weekend. Chaque équipe organise un tournoi dans sa ville d'origine, où les meilleures équipes gagnent des points. Les huit meilleures équipes en fin de saison obtenaient une place en playoffs. La première saison offrait une cagnotte totale de 6 millions de dollars.
Activision a standardisé la mise en place des matchs en construisant une scène esports transportable. Pour améliorer l'expérience des spectateurs, les studios Infinity Ward et Beenox développe CODCaster, un outil permettant de visualiser un match sous différents angles et de mettre en avant les moments clés. CODCaster affiche également des statistiques en temps réel et peut coloriser les personnages des équipes pour la diffusion, bien que les joueurs ne voient pas ces couleurs en jeu.

### Avantages et salaires des joueurs
Chaque équipe doit compter entre 7 et 10 joueurs. Les joueurs sont garantis à un salaire minimum de 50 000 USD, avec des avantages sociaux et médicaux, mais peuvent négocier un salaire plus élevé. Au moins 50 % des gains d’une équipe doivent être partagés avec ses joueurs. Les joueurs ne sont pas obligés de vivre dans la ville représentée par leur équipe, et les équipes ne sont pas tenues de leur fournir un logement, mais doivent proposer un soutien financier pour l’hébergement si nécessaire.

### Call of Duty Challengers
Activision a également créé une ligue secondaire, la Call of Duty Challengers, pour les joueurs amateurs qui peuvent s'affronter pour une cagnotte de 1 million de dollars et potentiellement être recrutés par des équipes de la CDL,.

## Franchises

### Actuelles
| Ville                      | Nom                       | Date d'entrée | Propriétaires                                     | Remarques                                   |
| -------------------------- | ------------------------- | ------------- | ------------------------------------------------- | ------------------------------------------- |
| Atlanta, GA                | Atlanta Faze              | 2020          | Faze Clan & Atlanta Esport Ventures               |                                             |
| Boston, MA                 | Boston Breach             | 2022          | Kraft Sports Group                                |                                             |
| Charlotte, NC              | Carolina Royal Ravens     | 2020          | ReKTGlobal                                        | Anciennement London Royal Ravens            |
| New York City, NY          | Cloud9 New York           | 2020          | Cloud9                                            | Anciennement New York Subliners             |
| Los Angeles, CA            | Los Angeles Guerrillas M8 | 2020          | Gentle Mates                                      | Anciennement Los Angeles Guerrillas         |
| Los Angeles, CA            | Los Angeles Thieves       | 2021          | 100 Thieves                                       |                                             |
| Miami, FL                  | Miami Heretics            | 2020          | Misfits Gaming, Team Heretics                     | Anciennement Florida Mutineers              |
| Minneapolis–Saint Paul, MN | Minnesota RØKKR           | 2020          | G2 Esports                                        |                                             |
| Dallas, TX                 | OpTic Texas               | 2020          | OpTic Gaming                                      | Anciennement Dallas Empire                  |
| Las Vegas, NV              | Vegas Falcons             | 2020          | Teams Falcons                                     | Anciennement Paris Legion puis Vegas Legion |
| Toronto, ON                | Toronto Ultra             | 2020          | OverActive Media & Movistar KOI                   |                                             |
| Vancouver, BC              | Vancouver Surge           | 2020          | Canucks Sports & Entertainment, Enthusiast Gaming | Anciennement Seattle Surge                  |

### Anciennes
| Ville           | Nom                      | Date d'entrée | Date de sortie | Propriétaires         | Remarques                                   |
| --------------- | ------------------------ | ------------- | -------------- | --------------------- | ------------------------------------------- |
| Los Angeles, CA | OpTic Gaming Los Angeles | 2020          | 2020           | Immortals Gaming Club |                                             |
| Chicago, IL     | OpTic Chicago            | 2020          | 2021           | NRG & OpTic Gaming    | Anciennement Chicago Huntsmen (2019 - 2020) |

## Résultats

### Champions de la League
| Rang | Rosters             | Titre(s) | Année(s)    |        |
| ---- | ------------------- | -------- | ----------- | ------ |
| 1    | OpTic Texas         | 2        | 2024 & 2025 | ,      |
| 2    | New York Subliners  | 1        | 2023        | [ 26 ] |
| 2    | Los Angeles Thieves | 1        | 2022        | [ 27 ] |
| 2    | Atlanta Faze        | 1        | 2021        | [ 28 ] |
| 2    | Dallas Empire       | 1        | 2020        | [ 29 ] |

### Vainqueurs Majors
Un Major est un tournoi important qui marque la fin d'une phase de la saison, appelée Stage. Pour remporter un titre de Major, une équipe doit gagner le tournoi de fin de Stage. A noté que les majors ont commencé à être organisées à partir de la saison 2021.
| Saison | Major I                | Major II                  | Major III               | Major IV                | Major V                |
| ------ | ---------------------- | ------------------------- | ----------------------- | ----------------------- | ---------------------- |
| 2021   | Atlanta FaZe (1)       | Toronto Ultra (1)         | Atlanta FaZe (2)        | Atlanta FaZe (3)        | Minnessota RØKKR (1)   |
| 2022   | Optic Texas (1)        | Los Angeles Guerillas (1) | Seattle Surge (1)       | Los Angeles Thieves (1) | /                      |
| 2023   | New York Subliners (1) | Atlanta FaZe (4)          | Toronto Ultra (2)       | Los Angeles Thieves (2) | New York Subliners (2) |
| 2024   | Toronto Ultra (3)      | Atlanta FaZe (5)          | Optic Texas (2)         | New York Subliners (3)  | /                      |
| 2025   | Atlanta FaZe (6)       | Atlanta FaZe (7)          | Los Angeles Thieves (3) | Los Angeles Thieves (4) | /                      |

### MVP

#### MVP de la saison régulière
| Nom                               | Titre(s) | Année(s)    |        |
| --------------------------------- | -------- | ----------- | ------ |
| Thomas « Scrap » Ernst            | 1        | 2025        | [ 37 ] |
| Chris « Simp » Lehr               | 2        | 2021 & 2024 | ,      |
| Paco « HyDra » Rusiewiez          | 1        | 2023        | [ 26 ] |
| McArthur « Cellium » Jovel        | 1        | 2022        | [ 40 ] |
| Anthony « Shotzzy » Cuevas-Castro | 1        | 2020        | [ 41 ] |

#### MVP des finales
| Nom                               | Titre(s) | Année(s) |        |
| --------------------------------- | -------- | -------- | ------ |
| Mason « Mercules » Ramsey         | 1        | 2025     | [ 42 ] |
| Anthony « Shotzzy » Cuevas-Castro | 1        | 2024     | [ 24 ] |
| Matthew « KiSMET » Tinsley        | 1        | 2023     | [ 43 ] |
| Kenneth « Kenny » Williams        | 1        | 2022     | [ 27 ] |
| Tyler « aBeZy » Pharris           | 1        | 2021     | [ 44 ] |
| Ian « Crimsix » Porter            | 1        | 2020     | [ 45 ] |